# Свенціцький Олександр Миколайович
Олександр Миколайович Свенціцький (30 серпня 1891, c. Савинці, Брацлавський повіт, Подільська губернія — †1944, Берлін) — підполковник Армії УНР.

## Життєпис

Українські ветерани Армії УНР, Візен-Шалетт-сюр-Луан, Франція, 1936 рік.
Сидять (зліва направо): 1. Олександр Свенціцький, 2. Петро Пашин, 3. Юрій Бацуца, 4. Олександр Удовиченко, 5. М. Левицький, 6. Павло Бушило, 7. Дем'ян Долотій, 8. Микола Ковальський.
Стоять (зліва направо): 9. Ілько Шаповал, 10. Михайло Левицький, 11. Михайло Пастушенко, 12. Володимир Говорів, 13. Дмитро Бакум, 14. Володимир Григораш, 15. Яків Тимошенко, 16. Тадей Нетреба, 17. Дмитро Климів, 18. Галаган, 19 або 21. Іван Кислиця, 22. Михайло Сачок, 23. Іван Охмак, 24. Єфрем Балинський, 25. Антін Більський

Народився у селі Савинці Брацлавського повіту Подільської губернії. Закінчив Подільську духовну семінарію, Одеське військове училище (1 червня 1915), служив у 33-му запасному полку. З вересня 1915 р. — на фронті у складі 9-го Фінляндського стрілецького полку. Під час Першої світової війни був двічі поранений. З липня 1917 р. — штабс-капітан.
Закінчив Інструкторську школу старшин (1 травня 1918), служив у 8-му пішому Подільському та 9-му пішому Вінницькому полках, у подальшому — у 2-му навчальному запасному курені Армії Української Держави, згодом — Дієвої армії УНР. З червня 1919 р. — у Коші охорони Республіканського ладу. У грудні 1919 р. був інтернований польською владою. З початку червня 1920 р. — командир сотні в Охороні Головного Отамана УНР.
Проживав у Франції. Згодом переїхав до Німеччини. Похований на православному кладовищі Тегель.